# محمد پیش‌نماززاده
محمد پیش‌نماززاده (ترکی آذربایجانی: Məhəmməd Əli oğlu Pişnamazzadə؛ ۱۵ مهٔ ۱۸۵۳ – ۱۹۳۷ (۸۳−۸۴ سال)) روحانی و هفتمین شیخ‌الاسلام قفقاز بود.